# 訃報 1988年3月
訃報 1988年3月（ふほう 1988ねん3がつ）では、1988年（昭和63年）3月中に物故した、又は物故が報じられた人物についてまとめる。

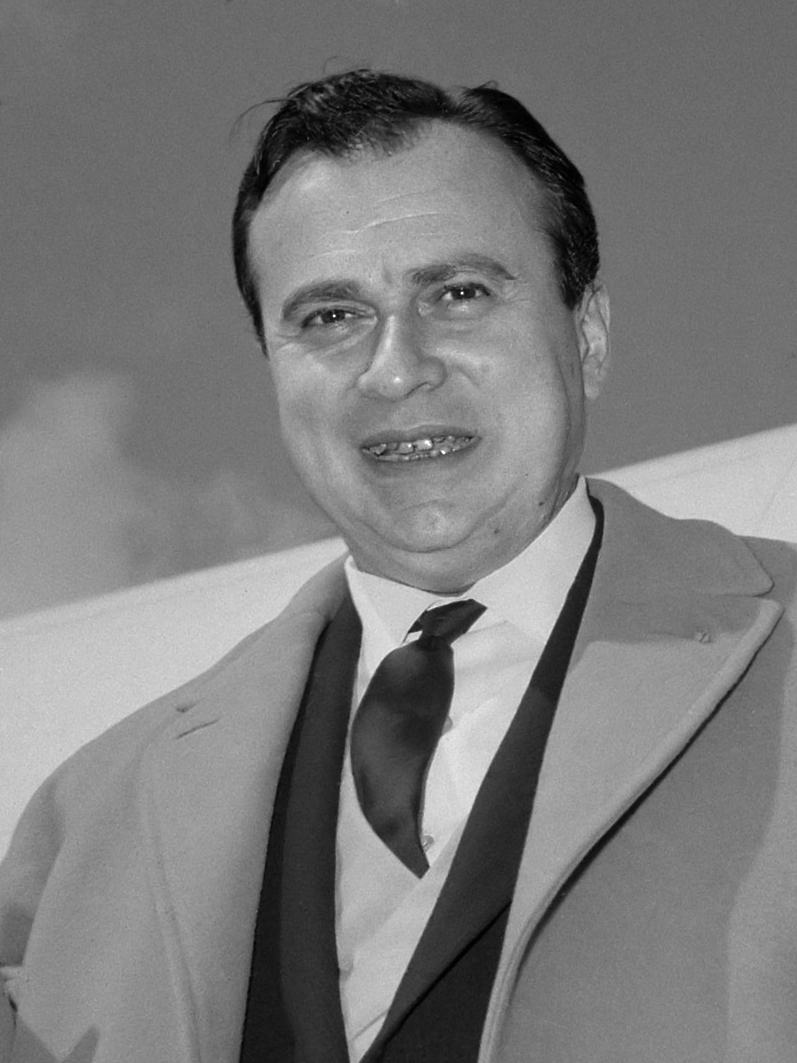
ヘンリク・シェリング／3月3日没

赤堀全子／3月4日没

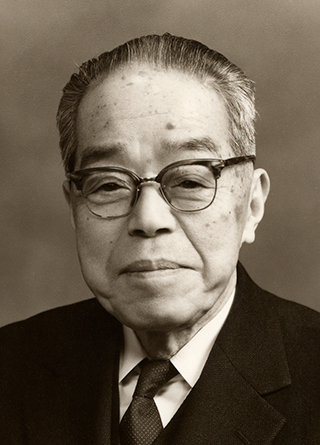
有沢広巳／3月7日没

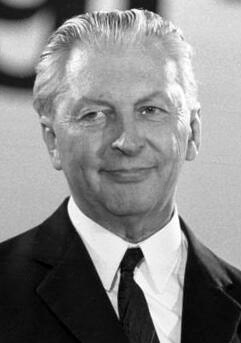
クルト・ゲオルク・キージンガー／3月9日没

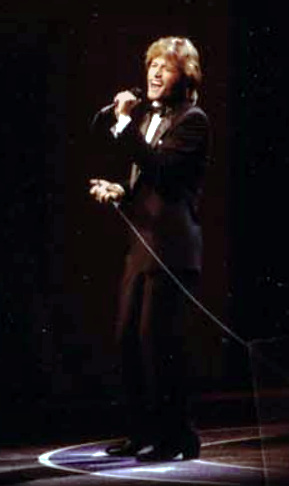
アンディ・ギブ／3月10日没

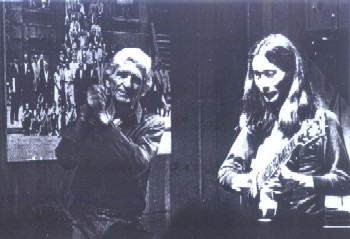
ギル・エヴァンス（左）／3月20日没

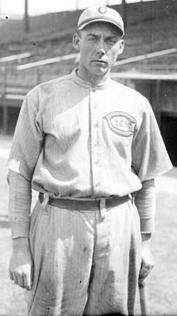
エド・ローシュ／3月21日没

## （1日 - 15日）
- 3月1日 - 加藤嘉、俳優（* 1913年）
- 3月3日 - シューアル・ライト、遺伝学者（* 1889年）
- 3月3日 - ヘンリク・シェリング、ヴァイオリニスト・作曲家（* 1918年）
- 3月4日 - 赤堀全子、料理研究家（* 1907年）
- 3月5日 - 池田鴻、俳優、歌手（* 1939年）
- 3月5日 - 中里綴、作曲家・女優（* 1951年）
- 3月7日 - 有沢広巳、統計学者・経済学者（* 1896年）
- 3月9日 - 岩田正巳、日本画家・日本芸術院会員（* 1893年）
- 3月9日 - クルト・ゲオルク・キージンガー、西ドイツ第3代首相（* 1904年）
- 3月10日 - アンディ・ギブ、歌手（* 1958年）
- 3月12日 - 安達健二、文部官僚（* 1918年）
- 3月14日 - 阿部邦一、政治家、弁護士（* 1889年）
- 3月14日 - 中島伊津子、ファッションデザイナー（* 1951年）

## （16日 - 31日）
- 3月18日 - ジョーン・フィールド、ヴァイオリン奏者（* 1915年）
- 3月19日 - 佐藤勝也、弁護士・長崎県知事（* 1904年）
- 3月20日 - ラルフ・ライト、脚本家（* 1908年）
- 3月20日 - ギル・エヴァンス、ジャズピアニスト（* 1912年）
- 3月21日 - エド・ローシュ、メジャーリーガー（* 1893年）
- 3月21日 - 岩生成一、歴史学者（* 1900年）
- 3月28日 - 沼川浩子、元熊本県民テレビアナウンサー（* 1961年）
- 3月29日 - 宮城宗典、ミュージシャン（ヒルビリー・バップス）（* 1965年）
- 3月30日 - 田谷力三、オペラ歌手（* 1899年）
- 3月31日 - 魚本藤吉郎、外交官・元在ソビエト連邦特命全権大使・元財団法人交流協会理事長（* 1917年）